# أوليفيا ديلون
أوليفيا ديلون (بالإنجليزية: Olivia Dillon) هي دراجة أيرلندية، ولدت في 4 مايو 1973.

## وصلات خارجية
- أوليفيا ديلون على موقع أرشيف الدراجات (الإنجليزية)
- أوليفيا ديلون على موقع إحصائيات الدراجات الإحترافية (الإنجليزية)